# Bangor (Morbihan)
Bangor é uma comuna francesa na região administrativa da Bretanha, no departamento Morbihan. Estende-se por uma área de 25,34 km². Em 2010 a comuna tinha 1 023 habitantes (densidade: 40,4 hab./km²).